# 渋沢寿一
渋沢 寿一（しぶさわ じゅいち、旧字体：澁澤 壽一、1952年11月8日 - ）は、日本の農学者、教育者。東京農業大学大学院修了。農学博士。NPO法人共存の森ネットワーク理事長。
渋沢栄一と植村澄三郎のひ孫。父は栄一の三男である渋沢正雄の長男・渋沢正一で、母は澄三郎の長男である植村甲午郎の長女・和子。
叔母に鮫島純子、又従兄弟に渋沢雅英（渋沢家当主、渋沢栄一記念財団初代理事長、MRAハウス理事）、親戚に渋沢田鶴子。娘に渋沢星（日本画家）。
渋沢は1952年（昭和27年）11月8日、渋沢正一・和子夫妻の間の長男として東京都世田谷区に生まれた。曾祖父・栄一については、渋沢が生まれた時には既に故人で、父から栄一にまつわるエピソードを伝え聞く機会もほとんどなかったため「私にとって栄一は歴史上の人物という認識で、そういう意味では皆さんと知識量もそう変わらないかもしれません」と講演でたびたび語っている。やがて東京農業大学に進学し、大学院博士課程を修了し、農学博士となった。
その後、渋沢は1980年にJICA専門家としてパラグアイに赴任した。農学博士としては、長崎オランダ村、ハウステンボス設立にも尽力している。また、父・正一の従兄である渋沢敬三のことを尊敬していることから、敬三や宮本常一の考えを引き継いだ民俗学的な活動にも熱心で、森・海・川など自然の中で生きてきた名人を高校生が取材する「聞き書き甲子園」を主催するNPO共存の森ネットワーク理事長や、行政・企業・NPO共済の人材育成プログラム「なりわい塾」の塾長などを歴任している。
NPO法人ちんじゅの森理事、オフィスキ・ツ・ネ代表の中尾伊早子は、1995年頃、シンポジウムで一緒になった神職を介して渋沢と知り合ったが、自身とは9歳しか歳が違わない渋沢の第一印象を「とてもお年を召した方だと思った。語り方がとても上品で穏やかで、私の30数年の人生で、会ったことのない種類の人であった」と評している。それ以降、中尾は渋沢のマネージャーとしても活動している。
親交の深い人物としては、冒険家の荻田泰永、人類学者の山極寿一らがいる。また、歌手の相川七瀬は、國學院大學において渋沢の講義を履修しており、渋沢の著書に帯コメントを寄せるなど、様々な形で交流を続けている。

## 系図
「渋沢氏#系図」を参照

## 出演

### テレビ番組
- はじめまして!一番遠い親戚さん（2023年8月15日、日本テレビ系列） - 尾上松也の親戚として。

### ラジオ
- 今週のスゴい人（2024年8月17日、文化放送）